# Boarmia reparata
Boarmia reparata là một loài bướm đêm trong họ Geometridae.